# Nomadi (romanzo)
Nomadi è un romanzo storico dello scrittore statunitense Gary Jennings pubblicato nel 1987.

## Trama
Dopo la conclusione della guerra di secessione americana due soldati confederati, il colonnello Zachary Edge e il suo sergente Obie Yount, incontrano casualmente la sgangherata compagnia circense del Fiorente Florilegio delle Meraviglie di Florian, che faticosamente tenta di riprendere la propria attività dopo la sospensione dovuta alla guerra. Pur con qualche titubanza iniziale i due decidono di unirsi alla compagnia.
Sotto la guida di Florian, il proprietario alsaziano poliglotta e dalle mille risorse, il circo e i suoi artisti affronteranno un lungo viaggio verso il riscatto economico ed artistico che li porterà dapprima ad abbandonare i disastrati stati del sud per esibirsi nei più ricchi stati settentrionali, poi in un'avventurosa tournée europea che si concluderà con il trionfo di pubblico ottenuto a Parigi ma anche, tristemente, con la morte di Florian che passa il testimone di guida della compagnia proprio all'ex colonnello Edge.

## Prima pubblicazione
Il romanzo è stato pubblicato per la prima volta negli Stati Uniti nel 1987 dall'editore Atheneum.

## Edizioni
- Gary Jennings, Nomadi, traduzione di Alessandra Cremonese Cambieri, collana Superbur, Rizzoli, 1994,  p. 1215, ISBN 88-17-11427-8.